# Plateau-des-Petites-Roches
Plateau-des-Petites-Roches es una comuna nueva francesa situada en el departamento de Isère, de la región de Auvernia-Ródano-Alpes.

## Historia
Fue creada el 1 de enero de 2019, en aplicación de una resolución del prefecto de Isère de 18 de diciembre de 2018 con la unión de las comunas de Saint-Bernard, Saint-Hilaire y Saint-Pancrasse, pasando a estar el ayuntamiento en la antigua comuna de Saint-Hilaire.

## Demografía
Según los datos aportados en la resolución del prefecto de Isère, la comuna se crea con 2481 habitantes.

## Composición
| Comuna fusionada | Código INSEE | Población (2016) | Superficie (km²) | Densidad (hab./km²) |
| ---------------- | ------------ | ---------------- | ---------------- | ------------------- |
| Saint-Bernard    | 38367        | 630              | 21.59            | 29                  |
| Saint-Hilaire    | 38395        | 1367             | 8.61             | 159                 |
| Saint-Pancrasse  | 38435        | 463              | 6.71             | 69                  |